# Matthew Hopkins

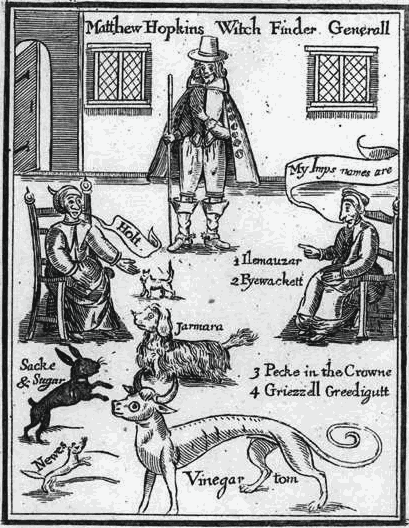
Dos brujas muestran sus espíritus familiares a Matthew Hopkins.

Matthew Hopkins (c. 1620 – 1647) fue un cazador de brujas inglés, cuya actividad se desarrolló principalmente en tiempos de la Guerra Civil Inglesa. Declaraba desempeñar el oficio de "Cazador General de brujas" (Witchfinder General) por nombramiento del Parlamento puritano. Y con este supuesto mandato, practicó muy activamente la caza de brujas en los condados de Suffolk y Essex, en East Anglia. 
Hopkins era abogado e hijo de James Hopkins, clérigo puritano. Según su libro The Discovery of Witches (que no debe confundirse con la obra de Reginald Scot, The Discovery of Witchcraft), comenzó su carrera como cazador de brujas cuando escuchó a varias mujeres hablar de sus encuentros con el Diablo en marzo de 1644, en Manningtree, una aldea próxima a Colchester. Como resultado de las acusaciones de Hopkins, fueron ahorcadas 19 brujas y 4 más murieron en prisión.
Hopkins recorrió todo el este de Inglaterra, pretendiendo (falsamente) ser un enviado especial del Parlamento para descubrir y procesar a las brujas. Su actividad como cazador de brujas se desarrolló entre 1644 y 1646, y se calcula que envió a la muerte a unas 200 mujeres. Dado que la tortura no era legal en Inglaterra, utilizó varios métodos de coacción para conseguir la confesión de sus víctimas, entre ellos la privación de sueño. Aplicó con las acusadas de brujería la prueba del agua y la prueba de la aguja, consistente en pincharlas con cuchillos y agujas especiales en busca de la marca del Diablo, que se suponía que era insensible al dolor y que no podía sangrar. 
Hopkins exigía a las comunidades en las que desempeñaba su actividad que le pagasen por sus servicios. También se dedicaba a la venta de amuletos, conocidos como "witch boxes", que se suponía defendían de la brujería.